# Minugia

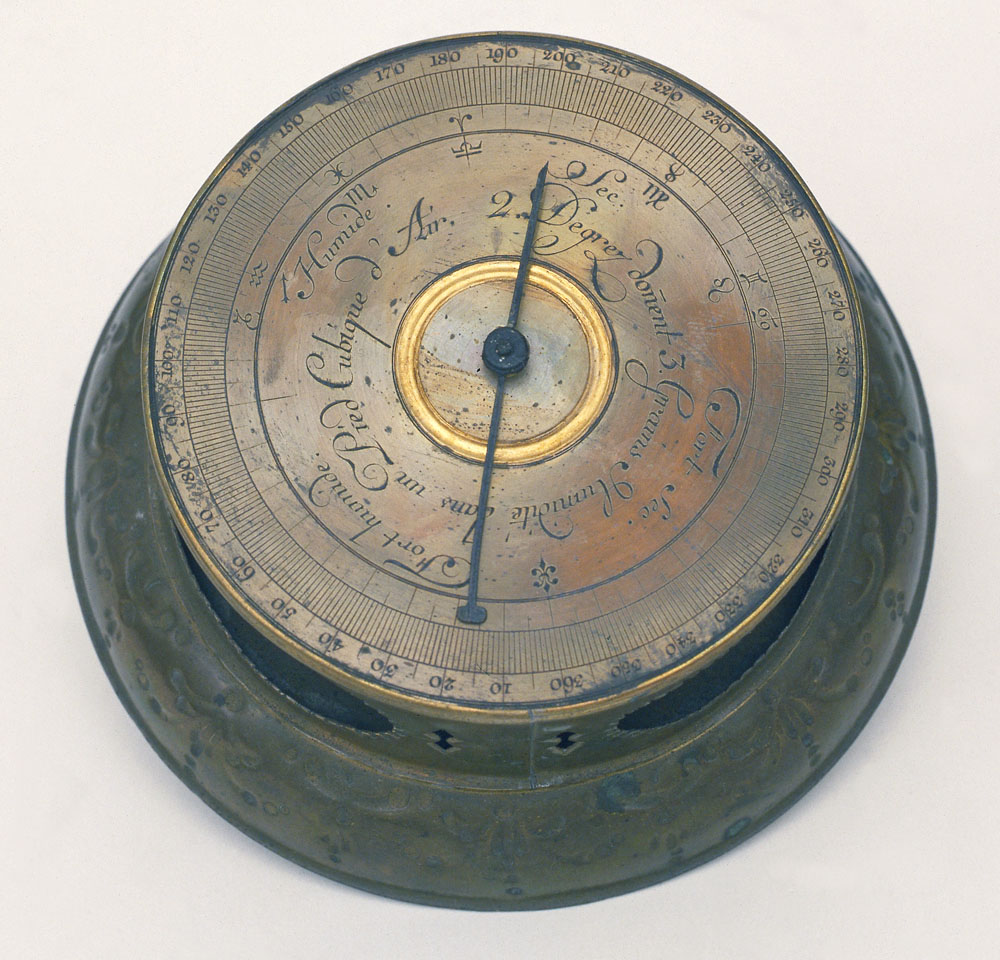
Igrometro a corda di minugia conservato al Museo Galileo, Firenze.

La minugia (o minugio) è un budello di ovini, generalmente usato per le corde armoniche di alcuni strumenti musicali. In alcuni igrometri viene impiegato come sostanza igroscopica.
Il termine fu usato anche a indicare le budella umane, ad esempio da Dante (Inferno, XXVIII, 25-27), che, riferito alla pena subita da Maometto come seminatore di discordia, scrive: "Tra le gambe pendevan le minugia; / la corata pareva e 'l tristo sacco / che merda fa di quel che si trangugia".